# 卡色龍屬
卡色龍（屬名：Casea）是種已滅絕合弓類動物，屬於盤龍目卡色龍亞目，身長約1.2公尺，比外表類似的Caseoides稍小。卡色龍是最早的植食性陸棲四足類動物之一，與異齒龍、引螈生存於相同時代。

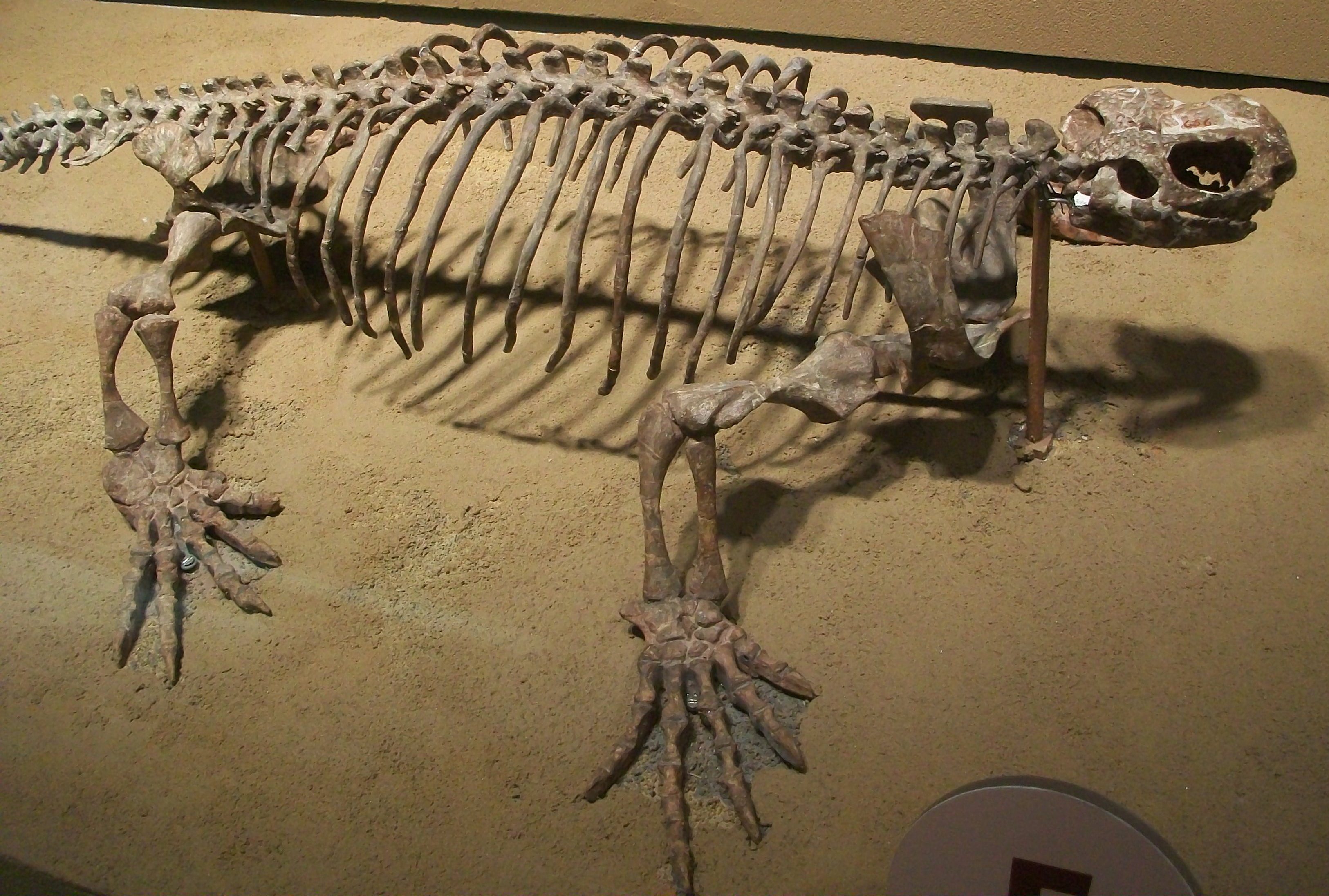
卡色龍的骨架模型 - 芝加哥菲爾德博物館

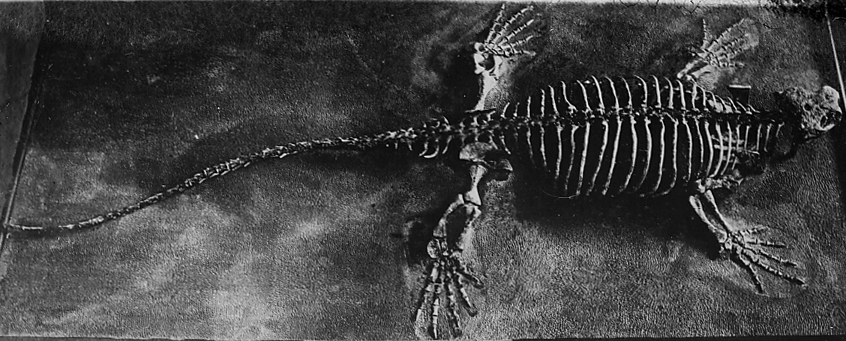
卡色龍的骨架模型

卡色龍是種外表稍微肥大的動物，有大體積的身體與小型頭顱。如同其他卡色龍類，卡色龍下頜缺乏牙齒，上頜有鈍的牙齒。這些適應結果顯示卡色龍是植食性動物，能夠以堅硬的植物為食。